# Płomyczek
Płomyczek (рус. «Огонёчек») — польский популярный иллюстрированный журнал для детей 10 — 15-летнего возраста.
Создан в 1917 году, как приложение к детско-юношескому журналу «Płomyk» (рус. «Огонёк»), с 1927 года стал самостоятельным.
Выходил в 1917—1952 гг. еженедельно (кроме периода Второй мировой войны), с 1952 по 1989 — 2 раза в месяц, с 1989 — 1 раз в месяц.
Помещал на своих страницах интересную информацию для детей старшего возраста, много места отводил дебютам молодых писателей, поэтов и художников.
Девизом журнала было: «Płomyczek» — журнал молодых, которые хотят знать больше, чем должны и уметь больше, чем от них требуют".
Прекратил выход в 2013 году.